# Stenosoma appendiculatum
Stenosoma appendiculatum är en kräftdjursart som beskrevs av Leach 1814. Stenosoma appendiculatum ingår i släktet Stenosoma och familjen tånglöss. Inga underarter finns listade i Catalogue of Life.